# San Salvatore di Fitalia

Ubicació de San Salvatore di Fitalia dins de la província

San Salvatore di Fitalia (sicilià Santu Sarvaturi di Fitalia) és un municipi italià, dins de la ciutat metropolitana de Messina. L'any 2007 tenia 1.680 habitants. Limita amb els municipis de Castell'Umberto, Frazzanò, Galati Mamertino, Mirto, Naso i Tortorici.

## Administració
| Període | Identitat           | Partit        |
| ------- | ------------------- | ------------- |
| 2004-   | Giuseppe Pizzolante | Llista cívica |